# Затоки
Затоки (укр. Затоки) — село на Украине, находится в Жмеринском районе Винницкой области. В селе есть храм святого Антония. Соседние сёла: Мирное и Каноницкое.
Код КОАТУУ — 0520280607. Население по переписи 2001 года составляет 209 человек. Почтовый индекс — 23007. Телефонный код — 4341. Занимает площадь 4,015 км².

## История
В 1946 году указом ПВС УССР село Лодзиевка переименовано в Затоки.
До 17 июля 2020 года находилось в Барском районе Винницкой области.